# Dubois County
Dubois County är ett county i delstaten Indiana, USA. År 2010 hade countyt 41 889 invånare. Den administrativa huvudorten (county seat) är Jasper.

## Geografi
Enligt United States Census Bureau har countyt en total area på 1 127 km². 1 114 km² av den arean är land och 13 km² är vatten.

### Angränsande countyn
- Martin County - nord
- Orange County - nordost
- Crawford County - öst
- Perry County - sydost
- Spencer County - syd
- Warrick County - sydväst
- Pike County - väst
- Daviess County - nordväst

### Orter
- Birdseye
- Ferdinand
- Holland
- Huntingburg
- Jasper (huvudort)